# الناحية المركزية (مقاطعة خمير)
 ناحية مركز خمير  (بالفارسية: بخش مركزي شهرستان خمير )، إحدى نواحي إيران تتبع إداريّاً محافظة هرمزغان مقاطعة خمير تقع في جنوب هذا البلاد.
يبلغ عدد سكان هذه البلدة 48242 نسمة حسب تعداد السكان لعام 2006 للميلاد، من أهل السنة والجماعة وعلى المذهب الشافعي.

## حدود ناحية مركز خمير
حدود الناحية: من الشمال ناحية روئيدر، وناحية كوخرد، ومن الجنوب الخليج العربي، ومن المغرب الناحية المركزية (لنجة)، ومن الشرق تنتهي ببلدتي: ناحية فين وناحية تخت في أقصى الشرق.
وتتبع هذه الناحية مدن وقرى عديدة منها:
- مدينة خمير
- قسم خمير الريفي '
- قسم كهورستان الريفي

وأكثر من 20 قرية صغيرة وكبيرة عامرة بأهلها.

## وصلات خارجية
- التقسيمات الادارية لمحافظة هرمزغان